# Пуукко
Пуукко (фін. puukko) — фінський національний ніж, форма якого остаточно сформувалася приблизно між XVII та XVIII ст. Він характеризується багатофункціональністю, одночасно виконуючи роль бойової та мисливської зброї, знаряддя праці для різьблення деревини, патрання риби, птаха, дичини, ремісничих робіт та побутових потреб. Крім того, пуукко є своєрідним національним символом, неодмінним атрибутом фінського національного парадного костюму, індикатором соціального статусу та регіональної приналежності його власника, носієм культурно-естетичної традиції, сакральним предметом, який здавна використовували для виконання обрядів та ритуалів.

## Походження терміна
Спочатку пуукко фінською мовою називався veitsi, тобто просто «ніж». Слово «puukko» почало використовуватися для відрізнювання цього різновиду ножа з інших типів ножів. Дослівно «пуукко» означає «ніж з дерев'яним руків'ям» (puu фінською означає «дерево»). За іншою теорією, слово «пуукко» походить від німецького ножа pook, який німецькі купці постачали у північні райони Швеції. Зі шведомовних поселень назва ножа могла потрапити до фіномовного середовища. Від слова «пуукко» у фінській мові утворилося дієслово «puukottaa» — «колоти, наносити рани або вбивати за допомогою ножа», і специфічне слово «puukkojunkkari» — «хуліган, молодик, озброєний ножем» . Російська мовна традиція часів Російської імперії та Радянського Союзу використовувала поняття «фінський ніж» та «фінка» здебільшого як синоніми кримінального, бандитського ножа. Це є помилкою з огляду на невідповідність конструкції «кримінальної фінки» та традиційного фінського ножа, який не мав ані розвиненого перехрестя, ані двосічного леза. У Великій Радянській енциклопедії 1960-х рр. видання «фінський ніж» подається як зброя, що має двосічне лезо довжиною 20 см і руків'я з перехрестям. .

## Історія вивчення пуукко

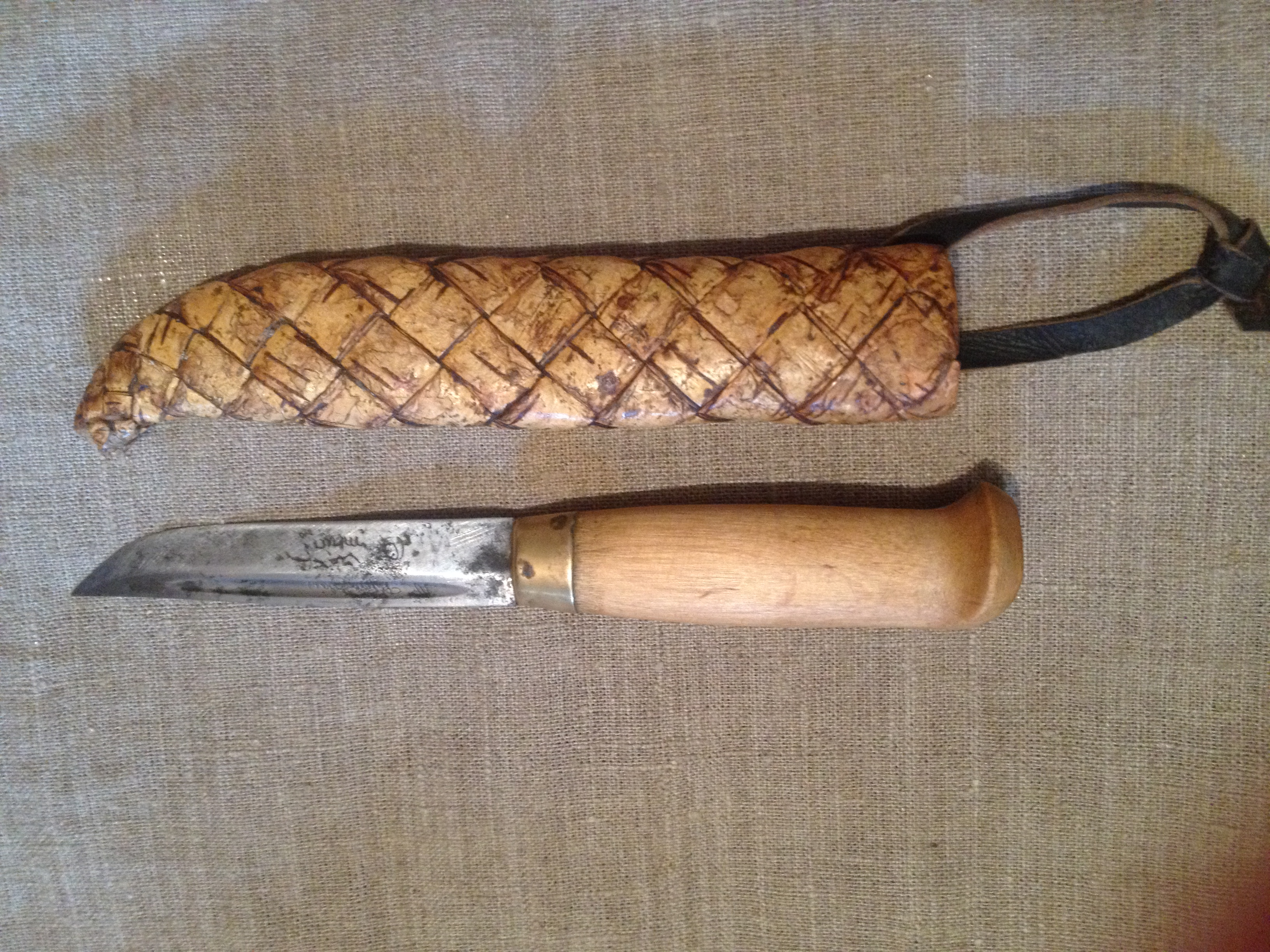
Ніж пуукко

Серйозне наукове вивчення пуукко почалося вже у другій половині ХХ ст. у зв'язку з пожвавленням інтересу до Фінляндії у світі. Це було обумовлено надзвичайними політичними та економічними успіхами країни як суверенної держави, розвитком туристичного бізнесу та сплеском масового колекціонування зразків національної холодної зброї, зокрема і фінської. Серед найбільших знавців фінського національного ножа П. Сакарі , Ю. та М. Кенппінен , А. та Ал. Ярвенпаа , Л. Рістінен , Муре , професор Хейка Йілікангас та ін. Вони досліджували історію виникнення ножа пуукко, технологію виготовлення, регіональні особливості, описали існуючі типи та склали їхню класифікацію. На пострадянському просторі спеціальну монографічну працю фінському ножу присвятив О. Мар'янко . Вітчизняні фахівці почали дискусію на сторінках українського періодичного видання «Клинок».

## Історія виникнення

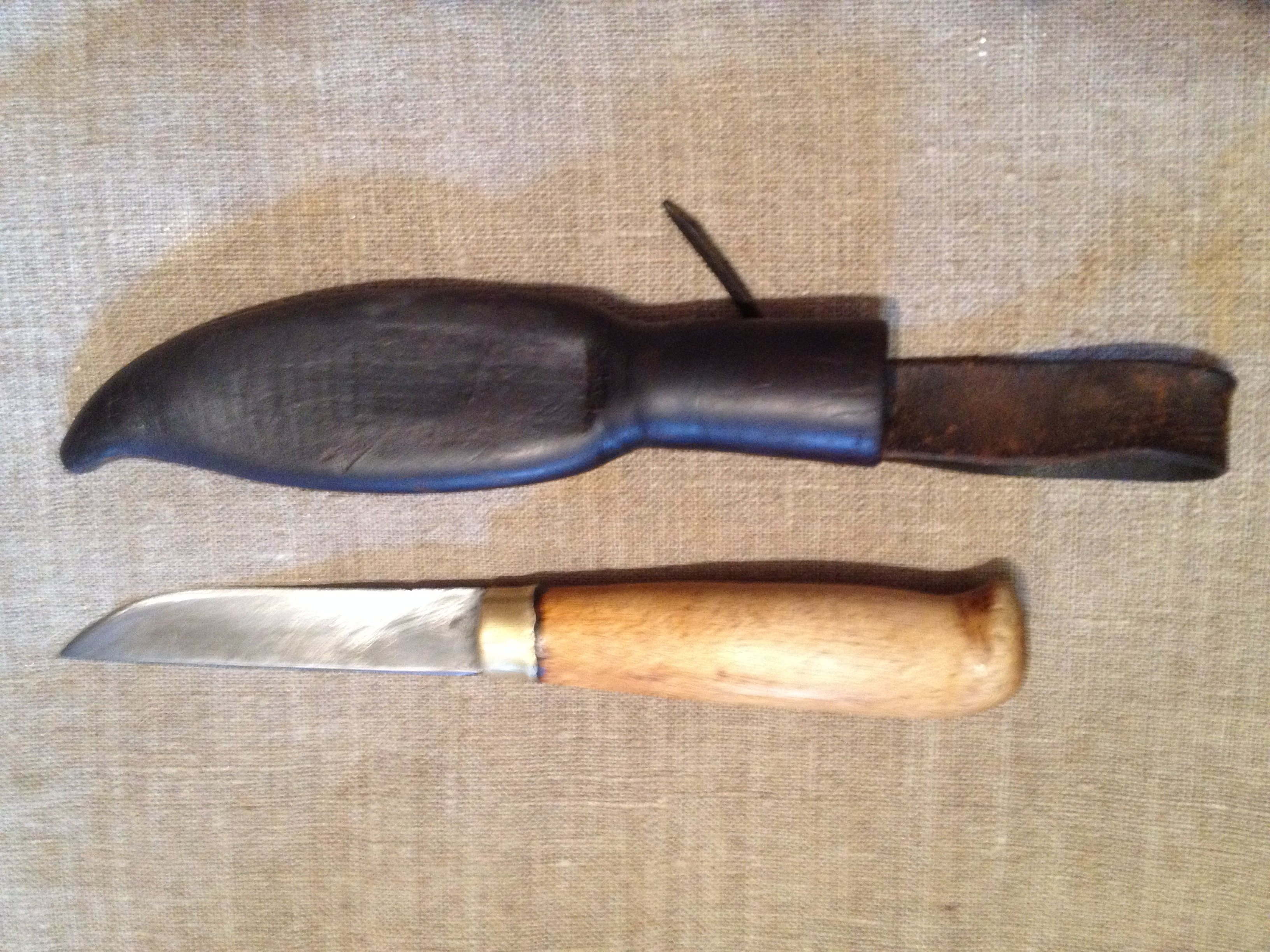
Ніж пуукко

Пуукко, як національна форма ножа, з'явився у фінів досить пізно — десь між XVII та XVIII ст. За доби середньовіччя фінський селянин змушений був захищати себе і свою родину щодня, використовуючи саморобну холодну зброю, яка нічим особливим не відрізнялася від своїх аналогів у інших західноєвропейських країнах. У XVII та XVIII ст. на півночі Європи життя було спокійним та стабільним, тому фінські селяни, що жили переважно усамітнено на хуторах, могли обходитись у повсякденні невеликими легкими ножами — знаряддями праці. Такі ножі використовувалися і раніше, тому фахівці стверджують про тисячолітню історію пуукко, але саме тоді ця форма ножа стала домінуючою та досягла своєї функціональної досконалості. На формування особливих рис пуукко вплинув не тільки політичний, але й економічний фактор. Розміри та форма ножа зупинилися на тому рівні, який забезпечував нескладну технологію виробництва у кустарних умовах, просту зборку готового виробу з використанням недорогих, але якісних матеріалів та прийнятну ціну для небагатих покупців. Коли на початку ХІХ ст. ринок стає перенасиченим такими простими виробами, для стимуляції попиту майстри змушені були підвищити якість своєї продукції та її зовнішню привабливість. Також вони починають оздоблювати пуукко власним тавром майстра . На середину ХІХ ст. якісна продукція фінських кустарів починає завойовувати популярність серед мешканців Фінляндського Князівства. Піку свого розвитку авторські пуукко досягли в останній чверті ХІХ ст. з появою легендарних фінських майстрів-новаторів: Юка Кустаа Ламмі першим у 1886 р. почав ставити на голівку руків'я литі верхів'я із зображенням голів звірів та птахів, а Іісаккі Яарвенпаа у 1880 р. почав прикрашати наборні берестяні руків'я оригінальною інкрустацією. Розквіт промислових пуукко припав на межу століть: із 1880-х до середини 1940-х рр. законодавцями моди вже стають невеликі серійні виробництва з Каухави — своєрідного «фінського Золінгену» .

## Конструкція традиційного фінського ножа
Конструкція пуукко дуже проста. Руків'я з деревини, інколи з елементами шкіри, рогу або просто набране з берести. Має невелике, з однобічною заточкою та прямим обухом, але дуже зручне лезо, довжина якого або трохи перевищувала довжину руків'я, або була трохи менша, хоча трапляються екземпляри з дуже великим лезом — до 30 см. Руків'я кожен фін обирав під свою руку, щоб зручно було працювати з деревиною, поратися по господарству, тому його завжди носили з лівого боку, хоч інколи й з правого також. Лезо монтувалося просто — за допомогою пропалювання дерев'яного руків'я розпеченим хвостовиком, коли кінець хвостовика виходив з черену та розклепувався чи загинався, або просто вбивався в руків'я та промазувався смолою, аби в середину руків'я не потрапляла вода. Кожен господар робив ніж собі сам, окрім леза, яке він купував у сільського коваля або на ярмарках, куди ковалі з різних регіонів країни привозили свої вироби на продаж, а вже потім, під час холодів, коли було вдосталь вільного часу, або одразу робив собі руків'я та піхви, які виготовлялися з деревини, шкіри та кори берези, яка була звичним матеріалом для фінів. Тому інколи траплялися ножі, де лезо витончене та дороге, а руків'я — грубе та примітивне.

## Сакральне значення пуукко
Пуукко здавна і дотепер наділяється сакральним значенням. У Карелії дівчина в певний період свого життя носила на паску порожні піхви від пуукко. Молодий чоловік, який мав намір засвататися до дівчини, вставляв в її порожні піхви свого ножа. При наступній їхній зустрічі юнак дивився, чи є в піхвах його пуукко. Якщо ніж був на місці, то він був бажаним нареченим і міг засилати сватів до будинку коханої. Якщо дівчина витягала ніж з піхов, то це слугувало знаком, що вона не хоче бачити юнака своїм чоловіком.
На початку ХХ ст. у Південній Карелії і частково в Саво існувала традиція проведення «Свята піхов». Це теж своєрідний звичай сватання. Згідно з цим звичаєм, в кінці літа або на початку осені молодь збиралася після святкового або недільного богослужіння поблизу церкви. Неодружені дівчата стояли рядком з порожніми піхвами на паску. Юнак встромляв свого ножа у порожні піхви тієї дівчини, яка була йому милішою за інших. Через тиждень після «Свята піхов» хлопець приходив до будинку обраної ним дівчини і метав свого ножа від дальньої стіни будинку до протилежної. Якщо ніж встромлявся в стіну, він отримував рукавиці і наречену, і, таким чином, вважалося, що сватання відбулося.
У старовину, на далекій Півночі, якщо чоловік довго працював у лісі, то в тому місці, де йому доводилося ночувати, він встромляв над собою, високо над головою, свого пуукко, і в такий спосіб захищав себе від злих духів. Так само чинили, якщо у будинку без причини, як вважали, плакало немовля. У стіну над вхідними дверима встромляли фінський ніж. Завданням ножа було охороняти духовне життя немовляти і проганяти нічні жахи. Гравці в азартні ігри теж вірили в чарівну силу свого ножа. Перед початком гри гравець встромляв свого ножа у гральний стіл, вірячи, що це захистить його від зурочення та принесе успіх.